# Ovčar (Pečuška mikroregija, Mađarska)
Ovčar(mađ. Ócsárd) je selo u južnoj Mađarskoj.
Zauzima površinu od 12,66 km četvornih.

## Zemljopisni položaj
Nalazi se na 45° 56' 3" sjeverne zemljopisne širine i 18° 9' 7" istočne zemljopisne dužine. Suka je 3 km sjeveroistočno, Silvaš je 3,5 km sjeveroistočno, Reginja je 2,5 km sjeveroistočno, Garčin je 2,5 km sjeverno, Dirovo (Kizdir) je 1 km zapadno, Bokšica je 4,5 km sjeverozapadno, Boštin je 4 km sjeverozapadno, Tengarin je 4 km zapadno, Garija je 2 km jugoistočno, Salanta je 6 km istočno, Szava je 2 km južno, Pabac (Babac) je 3 km jug-jugozapadno, a Siklósbodony je 2,5 km jugozapadno.

## Upravna organizacija
Upravno pripada Pečuškoj mikroregiji u Baranjskoj županiji. Poštanski broj je 7814. 

## Stanovništvo
Ovčar ima 430 stanovnika (2001.).
1970. je bilo 494 Mađara, 26 Nijemaca i 63 Roma.

## Vanjske poveznice
- (mađ.) Ócsárd Önkormányzatának honlapja
- Ovčar na fallingrain.com